# Antiotrema dunnianum
Antiotrema dunnianum là loài thực vật có hoa trong họ Mồ hôi. Loài này được (Diels) Hand.-Mazz. mô tả khoa học đầu tiên năm 1920.